# Gerd Aretz
Gerd Aretz (Wuppertal, 18 de febrero de 1930-5 de julio de 2009) fue un artista alemán. Desde 1960 diseñó sellos postales para la empresa de correos Deutsche Bundespost incluyendo la serie de retratos Mujeres en la Historia.
Nació en Wuppertal, Renania del Norte-Westfalia, enseñó arte en la universidad local.
Su hijo, Oliver Aretz, es un diseñador en Berlín y colaboraba con él en algunos diseños gráficos.